# Olaf Isaachsen
Olaf Wilhelm Isaachsen (født 16. maj 1835 i Mandal, Vest-Agder ; død 22. september 1893 i Kjos i bydelen Vågsbygd, Kristiansand) 
var en norsk maler.
Isaachsen var søn af sorenskriver Daniel Peter Christian Isaachsen og Cecilie Marie Wattne, barnebarn af stortingsrepræsentant Isaach Isaachsen. Han blev 23. august 1864 gift med Antonie Johanne Prehr fra Düsseldorf.
Olaf Isaachsen modtog undervisning blandt andet ved Den kongelige Tegneskole, Kunstakademiet i Düsseldorf ('Düsseldorfskolen'), hos Adolph Tidemand og i Paris af Thomas Couture.
| - Udvalg af portrætmalerier af Olaf Wilhelm Isaachsen - 'Gammel mand', 1858, Bergen Kunstmuseum - Ung mand fra Setesdal, 1860 - Portræt af Amaldus Nielsen, 1863 - Bonde fra Setesdal, 1866 − Forstudie til Slagsmål i en bondestue |
| - Prtræt af Wilhelmine Seippel, 1878 - Ung kvinde fra Setesdal i folkedragt, 1878 - Portræt af bonde (år ikke oplyst) - Selvportræt (år ikke oplyst)                                                                                |

| - Værker Olaf Wilhelm Isaachsen på det norske Nasjonalmuseet − efter år - Setesdalsstue med to døre, 1858 (antagelig) - Cleopatra, 1860 - Isaachsens atelier i Paris, 1861 - Såret mand, 1866 − Forstudie til Slagsmål i en bondestue - Slagsmål i en bondestue, 1866 - Interiør fra Setesdal, 1866 - Setesdalsinteriør, 1869 - Gammelt lagerrum i Setesdal, 1878 - Olav den Helliges lig plejes, 1880 - Vikingehøvdingen Tore Hund ved Olav den Helliges lig, 1881 - Syrenbusken, 1881 |